# Варенберг
Варенберг (нем. Wahrenberg) — община в Германии, в земле Саксония-Анхальт. 
Входит в состав района Штендаль. Подчиняется управлению Зеехаузен (Альтмарк).  Население составляет 348 человек (на 31 декабря 2006 года). Занимает площадь 18,23 км².